# Anthony Conroy

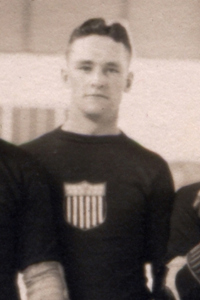
Anthony Conroy (1920)

Anthony J. „Tony“ Conroy (* 19. Oktober 1895 in Saint Paul, Minnesota, USA; † 11. Januar 1978 ebenda) war ein Eishockeyspieler. Er spielte auf der Position des Stürmers.
Bei den Olympischen Sommerspielen 1920 in Antwerpen gewann er mit der US-amerikanischen Nationalmannschaft, die sich aus Spielern der St. Paul A.C., Pittsburgh AA und Boston AA zusammensetzte, die Silbermedaille im olympischen Eishockeyturnier. 1975 wurde er in die United States Hockey Hall of Fame induktiert.

## Erfolge und Auszeichnungen
- 1920 Silbermedaille bei den Olympischen Sommerspielen
- 1975 Aufnahme in die United States Hockey Hall of Fame